# Pied-de-Borne
Pied-de-Borne – miejscowość i gmina we Francji, w regionie Oksytania, w departamencie Lozère.
Według danych na rok 1990 gminę zamieszkiwało 207 osób, a gęstość zaludnienia wynosiła 7 osób/km² (wśród 1545 gmin Langwedocji-Roussillon Pied-de-Borne plasuje się na 703. miejscu pod względem liczby ludności, natomiast pod względem powierzchni na miejscu 196.).

## Populacja

Populacja Pied-de-Borne w latach 1962-2008